# Viola sanensis
Viola sanensis är en violväxtart som beskrevs av Zapal.. Viola sanensis ingår i släktet violer, och familjen violväxter. Inga underarter finns listade i Catalogue of Life.